# Николай (бриг, 1827)
«Николай» (рус. дореф. Николай) — парусный бриг 4-х пушечного ранга Российского императорского флота, построен по чертежам брига «Александр». Нёс службу на Дальнем Востоке России в составе Охотской флотилии. Выполнял разведывательные экспедиции, посыльные миссии, а также завоз продовольствия в Охотск, Петропавловский Порт, Аян, Гижигу, Тигиль, Большерецк и Нижнекамчатск, в том числе совершал транспортные рейсы в интересах Русско-американской Компании.
В это же время (1821—1831 годах) на Черноморском флоте нёс службу другой бриг «Николай» — 20-ти пушечного ранга.

## Строительство
В первой половине XIX века Охотский порт играл основную роль в снабжении области и Камчатки. Частые потери судов требовали постоянного пополнения корабельного состава Охотской флотилии. Для постройки на местной верфи был прислан из Адмиралтейств-коллегии чертёж брига для Охотского моря без названия. Его составил конструктор К. А. Глазырин. Так в 1824 году по данным чертежам в Охотске был заложен подпоручиком корабельных инженеров И. С. Черногубовым, а в 1825 году введён в строй бриг «Александр». Облик брига «Александр» сходен бригу «Михаил», с увеличением длины корпуса и глубины трюма. Выполненная К. А. Глазыриным копия чертежа учтена в описи в разделе «бриги без названия». На обороте копии написано: «Сей чертеж представлен при рапорте директора кораблестроения от 22.12.1825 г.» Позже, по этим же чертежам, было принято решение построить ещё два брига — «Николай» и «Камчатка».
24 января 1826 года на чертёж наложена резолюция.

«По сему чертежу велено построить в Охотском порте два брига „Николай“ и „Камчатка“, января 24 дня 1826 года. Утверждаю: Начальник МШ Моллер 2-й.» С указанием главных размерений
- Длина между перпендикулярами 74ф 4д
- Ширина без обшивки 22ф 4д
- От киля до верхней кромки бимсу у стены 13ф 3д
- В грузу форштевень 8ф 11д
- В грузу ахтерштевень 9ф 11д

Чертёж брига «Николай» привёл к постройке в Охотске в 1826 году подпоручик корабельных инженеров И. С. Черногубов. На чертеже указана одинаковая с бригом «Михаил» глубина трюма, которая меньше на 0,61 метра (2 фута) чем у «Александра» и «Камчатки», но равная с последними осадка в грузу. Бриг «Николай» был заложен 25 июня 1826 года И. С. Черногубовым на Охотской верфи. Имя было унаследовано от выбывшей шхуны «Николай». При начале строительства бриг зачислен в состав Охотской Флотилии. «Николай» спущен на воду ровно через год после официальной закладки — 25 июня 1827 года. После достройки на плаву вошёл в состав флотилии.

## Основные размерения
- Водоизмещение: около 250 тонн
- Длина между перпендикулярами: 22,66 метра
- Ширина: 6,7 метра
- Глубина интрюма: 3,43 метра
- Осадка
  - носом: 2,71 м
  - кормой: 3,02 м
- Вооружение: 4 орудия
- Движитель: паруса (460,5 м²)

## Служба
В 1827—1842 находился в плаваниях между портами Охотского моря и Камчатки, доставляя грузы и пассажиров.
27 августа (8 сентября) 1842 года бриг «Николай» под командованием капитан-лейтенанта П. П. Ушакова отправился в очередной рейс из Охотска. При выходе в Охотское море после полудня от переменившегося внезапно ветра бриг был прижат к Тунгузской кошке и выброшен на берег около устья реки Охота. Команда спаслась, а груз снят. Попытки стащить с берега не привели к результату, и его стали разбирать. Бриг полностью разобран в 1846 году. В этом же году исключён из списков флота.

## Командиры
- ??.??.1827—??.??.1830 капитан-лейтенант И. И. Фофанов
- ??.??.1831—??.??.1831 КФШ подпоручик Д. В. Олесов
- ??.??.1832—??.??.1832 З. А. Нестеров
- ??.??.1833—??.??.1837 КФШ поручик Д. В. Олесов
- ??.??.1839—??.??.1839 Кузнецов
- ??.??.1839—??.??.1840 КФШ подпоручик, с 1840 КФШ поручик Е. С. Кузьмин
- ??.??.1841—??.??.1842 капитан-лейтенант П. П. Ушаков